# Christian Wiyghan Tumi
Christian Wiyghan Tumi (Kikaikelaki, 15 de outubro de 1930 – Duala, 3 de abril de 2021) foi um cardeal camaronês, Arcebispo-emérito de Douala.
Foi ordenado padre em 17 de abril de 1966. Em 1980, foi consagrado bispo de Yagoua, onde exerce a o cargo até 1982, quando foi elevado a arcebispo-coadjutor de Garoua, ficando assim até 1984, quando tornou-se o arcebispo metropolita de Garoua.
Foi criado cardeal em 1988 pelo Papa João Paulo II, com o título de Cardeal-presbítero de Ss. Martiri dell’Uganda a Poggio Ameno, sendo-lhe imposto o barrete cardinalício em 28 de junho. Foi transferido para a Arquidiocese de Douala em 1991. Em 2005, participou do conclave que elegeu Joseph Ratzinger como Papa Bento XVI. Resignou-se da arquidiocese em 2009.
Em 5 de novembro de 2020, foi raptado por um grupo armado denominado de Ambazonenses, que lutam pela separação da Ambazônia, enquanto viajava com outras pessoas no noroeste do país. Os motivos do sequestro seriam atribuídos ao incentivo dado pelo cardeal às crianças para irem à escola. Foi libertado em 6 de novembro.
Tumi morreu no dia 3 de abril de 2021 em um hospital em Duala.